# Кульчицький Лев
Лев Ручка Сас Кульчицький (нар. 6 жовтня 1843, Кульчиці  — пом. 4 грудня 1909, Косів) — український  адвокат, фотомитець, громадський діяч.

## Біографія
Народився в 1843 р. в с. Кульчиці на Самбірщині в родині священника Теодора Кульчицького та його дружини Розалії з Новаківських. По батьку походив з відомого галицького шляхетського роду Кульчицьких, який послуговувався гербом Сас.
Першопочатково хотів стати архітектором, але через різні обставини обрав фах юриста. Проте мистецький нахил зберіг протягом життя, в тому числі ставши фотографом. А також підтримував свою доньку Олену в бажанні стати художником:
В пізнанні природи й в способі спостерігання її краси, безперечно, багато завдячую свойому батькові, який так дуже любив природу й умів учити пізнавати її… Його заінтересування і талант не знайшли задосить учинення по причині тодішніх суспільних відносин та дорожнечі студій на політехніці.
Здобувши юридичну освіту, працював суддею в різних повітових містечках Галичини: Устечку, Кам’янці-Струмиловій, Бережанах, Лопатині, Городку. Віддалені місця служби отримував через свої демократичні погляди й захист українських селян. В 1900 р. отримав посаду надрадника суду у Львові.
Після виходу на пенсію родина переїхала до Косова, де він відкрив адвокатську консультацію. Там він також став першим директором косівської «Народної каси».
Похований у родинному гробівцю Кульчицьких на Личаківському цвинтарі.

## Родина
Дружина — Марія Яківна зі Стебельських (? — 1939). Мав трьох дітей:
- Володимир[b] (1870—1922) — надрадник директора Скарбової палати у Львові.[1][9]
- Ольга-Меланія (1873—1940) — вчителька української гімназії в Перемишлі.[9]
- Олена (1877—1967) — українська художниця, депутатка Верховної Ради УРСР 3–4-го скликань.